# Starship-Testflug 5

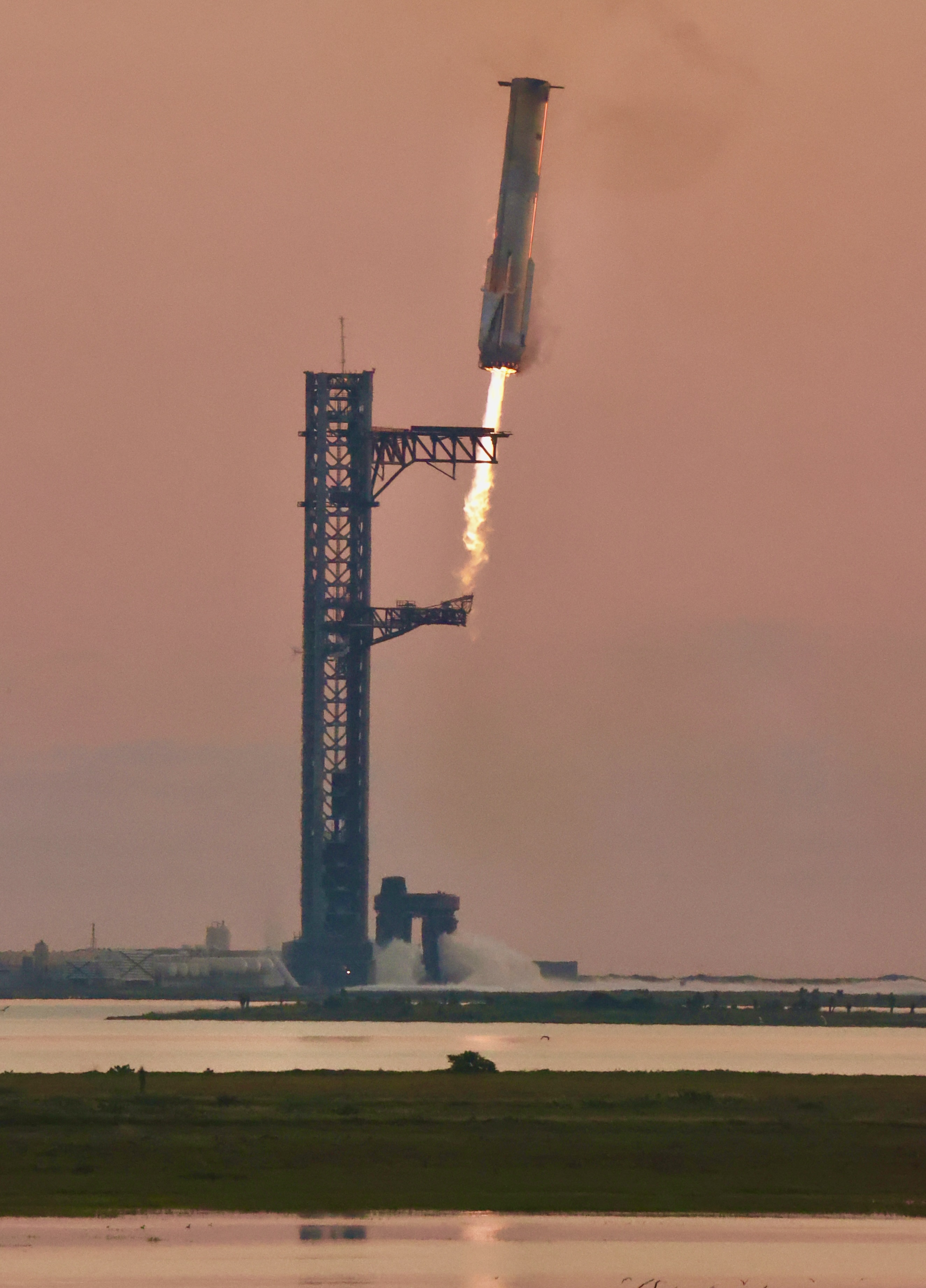
Die zurückkehrende Boosterstufe wenige Augenblicke vor der Landung

Starship Testflug 5 (auch Integrated Flight Test 5, kurz IFT-5) war der fünfte Testflug der Trägerrakete Starship von SpaceX am 13. Oktober 2024. Die Prototypen, die dabei zum Einsatz kamen, waren die Ship 30-Oberstufe und der Booster 12. Dieser Testflug beinhaltete den ersten Versuch, den Super Heavy Booster mithilfe des Orbital Launch and Integration Towers auf dem Starbase-Startplatz „einzufangen“. Dies verlief erfolgreich, und die Erststufe konnte etwa sieben Minuten nach dem Start in der Fangvorrichtung am Turm landen.

## Hintergrund

### Entwicklung vor dem Start
Während eines Meetings im April 2024 erläuterte Elon Musk die Ziele des Testflugs Nr. 5. Unter anderem solle die erste Landung des Boosters mithilfe des Orbital Launch and Integration Towers erfolgen, abhängig von den (virtuellen) Lande-Ergebnissen des Boosters Nr. 11 beim vierten Testflug. Im Juni erklärte Musk, dass die Hitzeschutzkacheln beim Testflug 5 doppelt so dick sein werden und eine neue, ablative untere Schutzschicht erhalten würden. Die Demontage des alten Hitzeschutzsystems begann am 11. Juni. Die Federal Aviation Administration (FAA) bestätigte am 12. Juni, dass keine Unfalluntersuchung vor dem Start von Testflug 5 nötig sei. Die Kommunikationslizenz der Federal Communications Commission (FCC) für den Testflug 5 wurde am 19. Juli ausgestellt. In der Vorbereitung des Booster-„Einfangs“ wurden mehrere Tests mit den hydraulischen Armen des Startturms durchgeführt.

### Tests des Raumfahrzeugs vor dem Start
Design-Änderungen an der Oberstufe (Ship 30) umfassen eine neue Entlüftung am Flüssigmethan-Tank sowie eine neue Entlüftung mit neuem Ventil am Flüssigsauerstoff-Tank (LOX). Zwei Bereiche mit kleinen Radioantennen wurden neu entworfen und eine davon nahe am Nutzlastbereich anstatt an der Schiffsnase angebracht; das andere Antennenfeld wird durch den Hitzeschutzschild geschützt werden.
Statische Motorentests (Zünden der Triebwerke ohne Abheben) des Raumschiffs Nr. 30 erfolgten Anfang Mai im Vorfeld von Flug Nr. 5. Dies war der letzte statische Motorentest, der auf dem nun abgebauten Suborbital Pad B durchgeführt wurde; zukünftige Tests werden auf der Massey’s Test Site stattfinden. Booster 12 wurde am 9. Juli zum Startplatz gebracht. Der Booster führte einen Turbopumpentest (ohne Zündung der Triebwerke) am 12. Juli durch – dies war der erste Pumpentest seit dem Test von Booster Nr. 9 im August 2023. Ein statischer Motorentest von Booster Nr. 12 wurde am 15. Juli abgeschlossen, und am 26. Juli wurde ein Motorentest von Raumschiff Nr. 30 durchgeführt.

## Ablauf

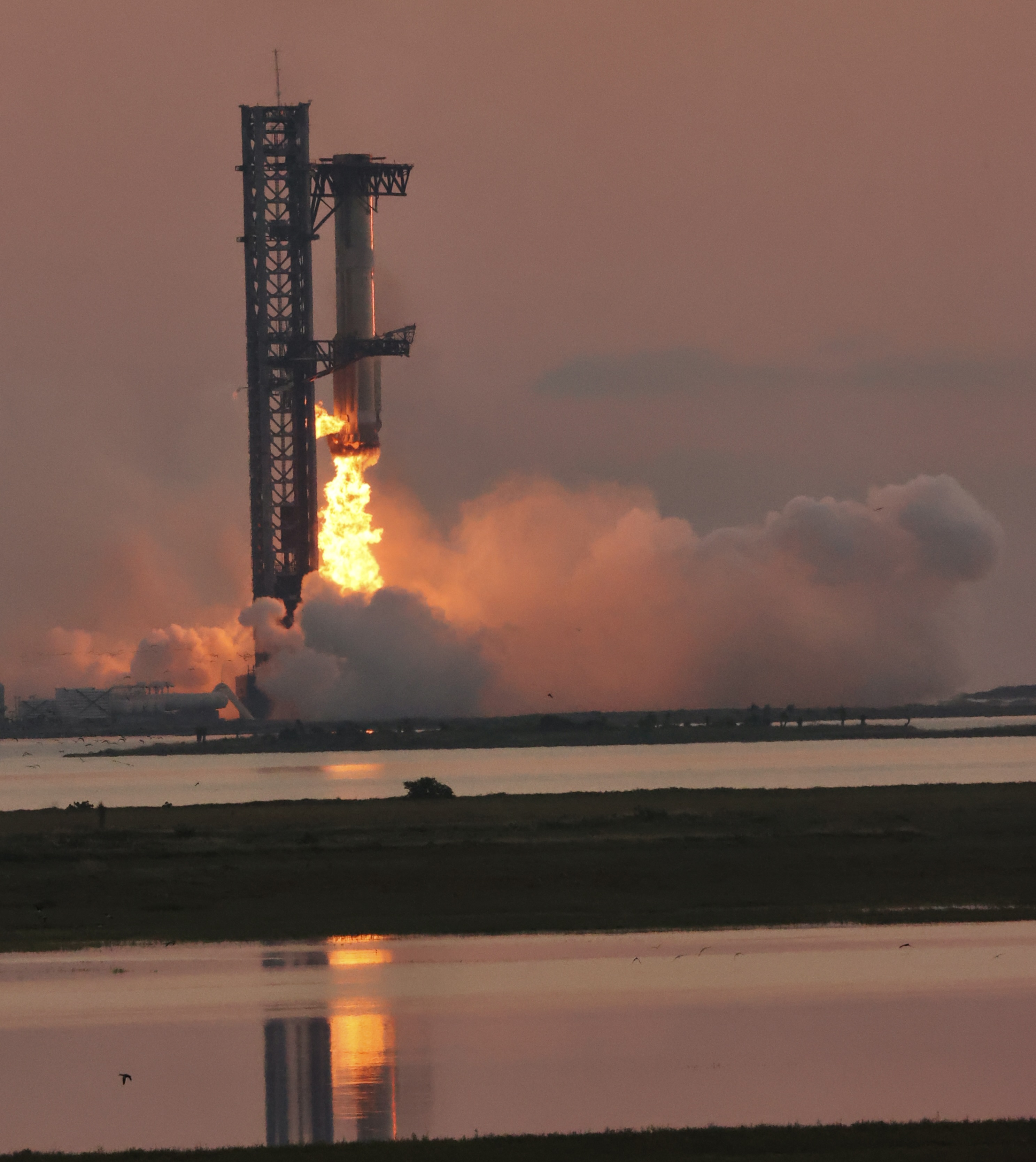
Der im Startturm aufgehängte Super-Heavy-Booster

Der Start des Starship erfolgte am 13. Oktober 2024 um 08:25 Uhr EDT (12:25 Uhr UTC). Kurz nach dem Start trennte sich der Booster von der Oberstufe und flog wieder zurück zum Startplatz, während das Starship sich weiterhin im Weltraum befand. Sieben Minuten nach dem Start hängte sich der Booster selbst in eine Vorrichtung des Startturms ein. Etwa 48 Minuten nach Beginn des Flugs trat die Starship-Oberstufe wieder in die Erdatmosphäre ein und landete schließlich im Indischen Ozean. Sie explodierte etwa sechs Sekunden nach der Wasserung und versank; aufgrund der Unzugänglichkeit war keine Bergung geplant.